# 19e congrès national du Parti communiste chinois
Le dix-neuvième congrès national du Parti communiste chinois (en chinois 中国共产党第十九次全国代表大会, Zhōngguó gòngchǎndǎng dì shíjiǔ cì quánguó dàibiǎo dàhuì) s'est ouvert le 18 octobre 2017, pour une semaine.
Ce congrès est à l'honneur du secrétaire général Xi Jinping. En effet il célèbre la fin de son premier mandat de dirigeant et le début d'un nouveau de cinq ans. Il se déroule place Tiananmen dans le palais des peuples à Beijing. À cette occasion et pour la sécurité de l'évènement la place est bouclée. 
En amont du congrès, Xi Jinping a renforcé son image de secrétaire général du Parti communiste chinois. Son portrait est affiché partout dans le pays et une exposition rend hommage à son premier mandat. De plus, une loi informelle empêche les plus de 68 ans de se faire réélire. Donc 11 postes du Politburo dont 5 du Comité permanent se retrouveront vacants et Xi Jinping pourrait donc en profiter pour y placer des alliés politiques et ainsi renforcer son pouvoir à la tête de la République populaire de Chine.
En marge du Congrès, le PCC s'engage à améliorer la qualité de l'air et annonce s’apprêter à prendre des mesures drastiques contre les groupes industriels les plus polluants. Des contraintes de production vont par ailleurs être instaurées pour réduire les émissions de particules fines d'au moins 15% dans 28 des villes les plus exposées à la pollution.
Le congrès a également élu son 19e Comité central du Parti communiste chinois.